# Eremophila exilifolia
Eremophila exilifolia är en flenörtsväxtart som beskrevs av Ferdinand von Mueller. Eremophila exilifolia ingår i släktet Eremophila och familjen flenörtsväxter. Inga underarter finns listade i Catalogue of Life.